# Єва Нейман
Є́ва Не́йман (нім. Eva Neymann; 21 червня 1974, Запоріжжя) — українсько-німецька кінорежисерка та сценаристка.

## Біографія
Народилась 21 червня 1974 року в Запоріжжі в родині інженера та музикознавця, навчалася в Запорізькому державному університеті на факультеті психології та соціальної педагогіки. Її бабусі, дідусі та батьки народилися в Одесі.
У 1993 році емігрувала до Німеччини. З 1997 до 2006 року навчалася в Німецькій академії кіно та телебачення в Берліні. У 2000 році працювала стажеркою режисера у Кіри Муратової на зйомках фільму «Другорядні люди».
Стрічка Єви Нейман «Біля річки» (2007) була знята Одеській кіностудії та представлена на Московському міжнародному кінофестивалі (перший фільм українського виробництва з 1991 року, показаний на фестивалі), на 37-му Міжнародному кінофестивалі в Лагове (Польща), де здобув срібну нагороду, та поза конкурсом на Міжнародному кінофестивалі в Роттердамі.
Стрічка «Пісня пісень» (2015), заснована на однойменному ліричному творі Шолом-Алейхема, здобула призи журі за найкращий фільм на Одеському міжнародному кінофестивалі як у міжнародному, так і в національному конкурсах.

## Фільмографія
- 2006 — «Біля річки»
- 2012 — «Будинок із башточкою»
- 2015 — «Пісня пісень»

## Нагороди
- 2012 - Головна нагорода конкурсної програми «Від Сходу до Заходу» на 47-му Міжнародному кінофестивалі у Карлових Варах
- 2012 - Гран-прі Міжнародного кінофестивалю «Темні ночі» в Таллінні
- 2015 - Нагорода «Золотий Дюк» за найкращий повнометражний український фільм Одеського міжнародного кінофестиваляю